# Chelicerca heymonsi
Chelicerca heymonsi är en insektsart som först beskrevs av Günther Enderlein 1912.  Chelicerca heymonsi ingår i släktet Chelicerca och familjen Anisembiidae. Inga underarter finns listade i Catalogue of Life.